# Dornier-Werke
La Dornier-Werke GmbH (originariamente Zeppelin Werk Lindau GmbH, dal 1922 Dornier-Metallbauten GmbH, dal 1938 Dornier-Werke GmbH, dal 1966 Dornier GmbH), abbreviato in Dornier (Dɔrnje) era una azienda aeronautica tedesca con sede a Manzell (oggi Friedrichshafen sul Lago di Costanza), ampliata negli anni trenta con la fondazione delle sedi di Neuaubing a Monaco di Baviera e Oberpfaffenhofen, quindi a Wismar con la più importante controllata Norddeutsche Dornier-Werke GmbH.
Nel corso degli anni i modelli prodotti hanno caratterizzato l'aviazione civile e militare tedesca dagli anni venti alla seconda guerra mondiale.

## Storia

### Le origini

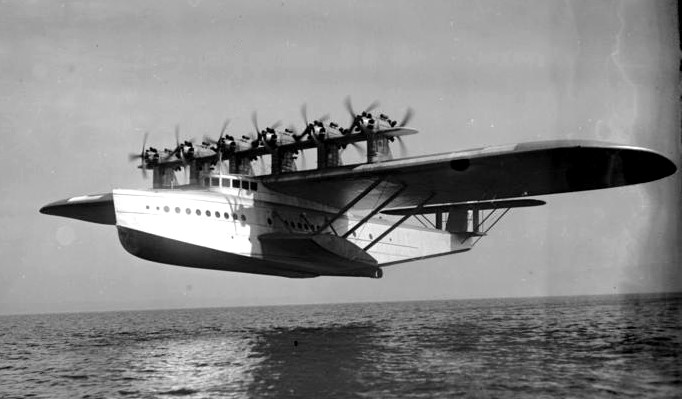
Un Dornier Do X in volo, 1932.

Le origini della società risiedono nella iniziativa di Claude Dornier, già collaboratore del conte Ferdinand von Zeppelin dal 1910 nella conduzione della Luftschiffbau Zeppelin GmbH, famosa per la costruzione degli omonimi dirigibili. L'esperienza acquisita nel campo aeronautico permise quindi a Dornier di dedicarsi alla costruzione di velivoli, i quali vennero denominati con il suffisso "Do" assegnato nel 1914 dall'ufficio dipartimentale e che vennero realizzati in un'officina a Seemooser Horn, nei pressi di Friedrichshafen, sul Lago di Costanza. I primi modelli sviluppati sotto la sua direzione furono l'Rs.I, un idrovolante, ed i C.I e "ZepII". Nel 1917 l'azienda assunse la denominazione Zeppelin Werk Lindau GmbH, una consociata Zeppelin, della quale Dornier divenne amministratore delegato. Nel 1919 l'azienda si spostò a Friedrichshafen, vicino alla Zeppelin, quindi nel 1922 assunse la denominazione Dornier-Metallbauten GmbH diventando, nel 1923, partner principale della stessa e specializzandosi nella costruzione di gondole interamente metalliche per i dirigibili. In quel periodo vennero sviluppati i "Komet II" e "Komet III" ma, a causa delle limitazioni imposte alla Germania dal Trattato di Versailles in seguito alla fine della prima guerra mondiale, la produzione aeronautica dovette essere interrotta. Per aggirare il problema venne affidato il successivo sviluppo ad aziende estere situate in Svizzera, a Rorschach/Altenrhein, ed in Italia, alla CMASA di Marina di Pisa. Saranno queste che produrranno in serie il Dornier Do J Wal ed il Do X.
Nel 1932 Dornier divenne proprietario della Dornier Metallbauten GmbH (DMB). Nel 1934, presso l'aeroporto di Friedrichshafen Löwental, venne realizzato un nuovo impianto dotato di reparto per le prove statiche ed in volo. Vennero quindi create delle succursali o filiali a Pfronten- Weissbach, Lindau-Rickenbach, Langenargen, Monaco di Baviera e Lubecca, e nel 1933 fondata la Dornier Werke Wismar (NDW). A Berlino-Reinickendorf vennero creati stabilimenti specializzati nella fresatura, rivettatura e profilatura. Nel 1935 erano in produzione i progetti dei Do 11, Do 13, Do 23 e quelli della famiglia dei "Wal", mentre si stavano sviluppando i Do 17 e Do 18. Dopo l'ascesa nel 1933 del nazionalsocialismo i progetti vennero subordinati alle esigenze imposte dal Reichsluftfahrtministerium (RLM), il Ministero dell'aeronautica del Reich, e finalizzati alla preparazione di quella che diverrà la campagna di Polonia.
La collaborazione esterna venne interrotta e la produzione in Svizzera ed Italia fermata, mentre lo sviluppo e la costruzione di modelli civili nascondevano in realtà delle versioni militari già previste sin sede di progettazione come il bimotore Do 17, soprannominato "Fliegender Bleistift" ("matita volante") per la forma sottile della fusoliera, inizialmente aereo postale e da trasporto poi convertito a bombardiere, o l'idrovolante Do 18, inizialmente anch'esso postale e da trasporto poi diventato un ricognitore e pattugliatore marittimo. Li seguirono il quadrimotore Do 19, grande bombardiere strategico ritenuto superfluo dall'RLM e bloccato sul nascere, ed il bimotore Do 217, bombardiere tattico sviluppato dal Do 17. Vennero prodotti anche velivoli pensati esclusivamente per l'impiego civile, da fornire alla compagnia di bandiera Deutsche LuftHansa (DLH) e per il mercato internazionale come i Do 24 e Do 26 mentre il Do 20, che doveva essere il successore del Do X, venne bloccato a causa dell'inizio della seconda guerra mondiale, così come il progetto Do P.192/Do 214 destinato per il servizio transatlantico Lisbona-New York.

### La seconda guerra mondiale

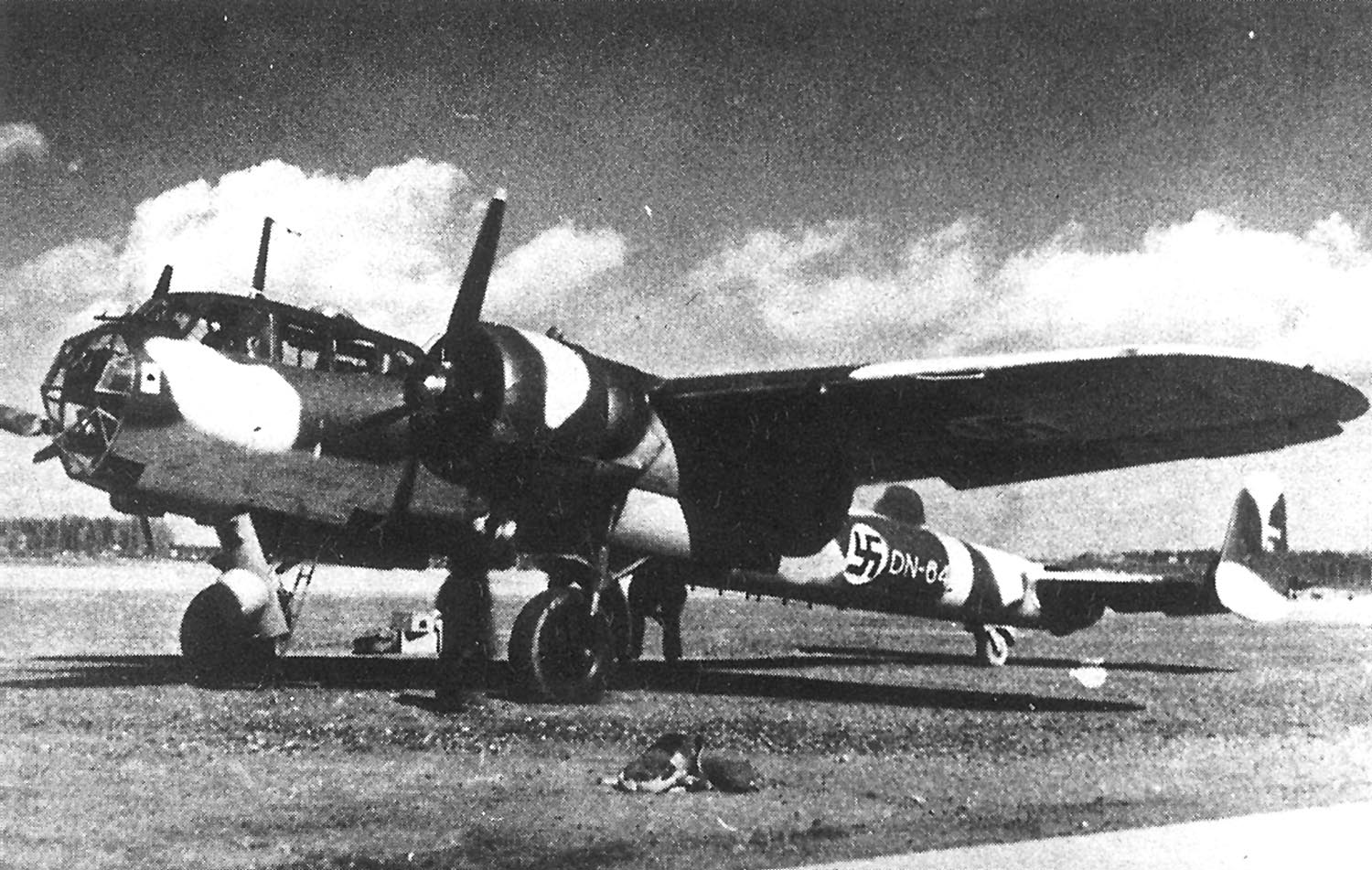
Un Dornier Do 17Z con la livrea della Suomen ilmavoimat, l'aeronautica militare finlandese.

I sei Do 26 già realizzati vennero richiesti dalla Luftwaffe e modificati creando delle postazioni difensive armate per essere impiegati come aerei da trasporto e pattugliatori marittimi. Stessa sorte venne riservata ai Do 18 che, benché avessero in sede progettuale già una militare tra le possibili versioni, erano stati costruiti per usi civili. Una volta militarizzati vennero impiegati, dal settembre 1939, come pattugliatori marittimi nel Mare del Nord fino alla loro sostituzione con il più moderno quadrimotore Blohm & Voss BV 138. Dopo l'occupazione dei Paesi Bassi del 13 maggio 1940, venne ripresa la produzione locale su licenza del Do 24 per fornire l'allora Marine Luchtvaartdienst, la guardia costiera olandese, in quanto ritenuto particolarmente idoneo al servizio coloniale nel Sud-Est asiatico. In totale furono 217 gli esemplari di vari modelli che diedero il loro contributo anche nelle operazioni di ricerca e salvataggio dei piloti abbattuti in mare aperto.
I modelli Dornier realizzati in maggior numero furono i bombardieri Do 17 e Do 217. Il progetto del Do 17 venne pianificato già nel 1932/1933 con la realizzazione di un prototipo in un centro dell'Heereswaffenamt, l'agenzia dedicata alla ricerca e lo sviluppo del potenziale bellico, che richiese un Tarnbezeichnung  "Schnellverkehrsflugzeug", un velivolo veloce da trasporto. Nel 1943 venne portato in volo per la prima volta uno dei velivoli simbolo della Dornier, il multiruolo Do 335 Pfeil, un efficace aereo da combattimento, con i suoi 765 km/h di velocità massima tra i più veloci del periodo ed uno dei più veloci velivoli spinti da motore a pistoni mai realizzato. Il suo impiego operativo però giunse troppo tardi per poter dare un significativo apporto alla difesa della Germania nazista oramai compromessa.

### Dalla seconda guerra mondiale ad oggi
Dopo la seconda guerra mondiale, la produzione di aerei venne nuovamente vietata in Germania, così Dornier si spostò prima in Spagna e successivamente in Svizzera dove la società operò nel campo delle consulenze aeronautiche. Questo fino al ritorno in Germania nel 1954.  Di lì Dornier riuscì a dimostrare le sue capacità ed ottenne molto velocemente un grande successo nella produzione di piccoli aerei da trasporto (STOL) quali il Do 27 ed il Do 28. Inoltre, nel 1974, sviluppò l'addestratore avanzato Alpha Jet in joint venture assieme alla francese Dassault-Breguet. Anche questo aereo riscosse un grande successo diventando il nuovo aereo addestratore standard per la NATO negli anni 1970 e 1980.
Nel 1985 Dornier entrò nel gruppo Daimler-Benz e venne ristrutturato nel seguente modo:
- la Lindauer DORNIER GmbH venne separata e da quel momento in poi si concentrò sulle macchine tessili e nel manifatturiero
- il resto della società venne divisionalizzato attraverso la creazione di diverse società satelliti specializzate (Difesa, Satelliti, MedTech ed Aviazione).

Nel 1996 il pacchetto di maggioranza della Dornier Aviazione venne venduto alla Fairchild Aircraft, che dopo l'acquisizione ridenominò l'azienda in Fairchild Dornier fino al suo fallimento nel 2002. I diritti di produzione del 328 Jet vennero quindi acquisiti dalla Avcraft. Alcune società asiatiche manifestarono interesse nella versione 728 ma la produzione non riprese mai più. Le altre società del gruppo furono integrate nella EADS e Medtech venne ceduta ad una società di investimento.
La Dornier MedTech produce apparecchi medicali, quali il Dornier S lithotriptor per trattare i calcoli al fegato.

## Progetti Dornier

### Prima del 1930
- Dornier Delphin
- Dornier Do C Komet
- Dornier Do J (Wal)
- Dornier Do N
- Dornier Do R
- Dornier Do Y
- Dornier Y
- Dornier P
- Dornier Do X

### 1930-1945
- Dornier Do 10
- Dornier Do 11
- Dornier Do 12
- Dornier Do 13
- Dornier Do 14
- Dornier Do 15
- Dornier Do 16
- Dornier Do 17
- Dornier Do 18
- Dornier Do 19
- Dornier Do 22
- Dornier Do 23
- Dornier Do 24
- Dornier Do 25
- Dornier Do 26
- Dornier Do 27
- Dornier Do 29
- Dornier Do 212
- Dornier Do 214
- Dornier Do 215
- Dornier Do 216
- Dornier Do 217
- Dornier Do 247
- Dornier Do 317
- Dornier Do 335

### 1945-oggi
- Dornier Do 25
- Dornier Do 27
- Dornier Do 28
- Dornier Do 31
- Dornier Do 32
- Dornier Do 128
- Dornier Do 228
- Dornier Do 231
- Dassault-Dornier Alpha Jet
- Dornier 328
- Fairchild Dornier 328JET
- Fairchild Dornier 528JET
- Fairchild Dornier 728JET
- Fairchild Dornier 928JET
- Dornier Seawings Seastar